# Collapsus (médecine)
Pour les articles homonymes, voir Collapsus.
Le terme collapsus désigne de manière générale un saut (participe passé latin de collābī, tomber ensemble, tomber en ruine). Le verbe correspondant, « collaber », s'utilise en général pour dire d'un objet dur et creux qu'il se dégonfle, conduisant ainsi ses parois à se coller entre elles.
En médecine, on utilise le terme collapsus précisément pour désigner une baisse de la pression d'un liquide corporel qui crée un « effondrement » d'un organe creux et mou. La plupart du temps, il est utilisé pour désigner le collapsus cardiovasculaire (chute de la pression sanguine). Lorsqu'il se prolonge, le collapsus peut entraîner un état de choc, c'est-à-dire une souffrance cellulaire due au déficit d'apport en dioxygène à la cellule. Un état de choc ne débute pas toujours par un collapsus (par exemple, notion de choc « chaud » du sepsis), mais la souffrance cellulaire prolongée, en particulier myocardique, aboutit généralement au collapsus (notion de choc « froid »). Néanmoins, en pratique, les notions de collapsus et de choc se recoupent souvent, le collapsus (chute de pression artérielle) pouvant être considéré comme la première étape menant au choc (souffrance cellulaire).

## Collapsus cardiovasculaire
Le collapsus cardiovasculaire est un effondrement de la pression sanguine, se caractérisant par une pression artérielle systolique inférieure à 80 mm Hg. Classiquement les causes peuvent être regroupées en quatre catégories :
- par perte de liquides (choc hypovolémique) : déshydratation, hémorragie (choc hémorragique), diarrhée, brûlures… ;
- par défaillance de la pompe cardiaque (choc cardiogénique) : infarctus important, maladies du muscle cardiaque ou de ses valves… ;
- par allergie (choc anaphylactique) : par relarguage dans le sang de substances dilatant les artères (vasodilatation) et faisant donc chuter les résistances et par conséquent la pression artérielle ;
- par infection (choc septique), de mécanisme proche des collapsus allergiques.

Cette situation provoque un réflexe de préservation des fonctions vitales :
- le corps concentre le sang vers l'intérieur du corps, afin d'irriguer les organes importants (cœur, poumons, cerveau) et de limiter les pertes de chaleur ; il y a donc une vasoconstriction au niveau de la peau (les vaisseaux sanguins périphériques se ferment) ;
- le rythme cardiaque et le rythme respiratoire s'accélèrent afin d'améliorer l'afflux d'oxygène vers les organes importants.

Les signes cliniques les plus évidents sont :
- pâleurs, notamment au niveau des muqueuses (lèvres, face interne des paupières) ;
- si l'on appuie sur les ongles, ceux-ci mettent du temps à se recolorer (plus de deux secondes) ;
- pouls rapide (supérieur à 120 battements par minute) et filant (le pouls radial est mal ou pas perçu) ;
- sensation de soif et d'angoisse ;
- apparition de trainées bleuâtres sur la peau, le plus souvent au niveau des genoux, mais aussi au niveau du ventre (les marbrures).

On évalue parfois l'état circulatoire par l'indice de choc, qui est fréquence circulatoire divisée par la tension artérielle systolique : en cas de collapsus cardiovasculaire, la fréquence augmente et la tension diminue, donc l'indice augmente.

### Prise en charge
Le collapsus cardiovasculaire, bien qu'étant un phénomène de défense, va provoquer en soi une détresse vitale qui peut mener au décès. Les premiers gestes consistent, après suppression de l'agression (protection, arrêt des hémorragies…) :
- à rechercher une hémorragie cachée par les vêtements ou la position de la victime, et le cas échéant l'arrêter ;
- à allonger la victime si possible[1] (attention aux éventuels traumatismes) afin de faciliter la circulation du sang (en position debout ou assise, le sang va vers les pieds) ;
- à la rassurer (même si elle est inconsciente[2]) pour faire ralentir le rythme cardiaque ;
- et à la couvrir pour empêcher le refroidissement.

Malgré la sensation de soif ressentie, il faut interdire à la victime de boire ou de manger : en effet, d'une part cela pourrait compliquer une future anesthésie, d'autre part, si la personne tombe inconsciente, cela peut mettre en danger sa respiration (l'estomac peut se vider et remplir les poumons). On peut éventuellement se contenter de mouiller les lèvres et la langue de la victime (à l'aide d'un brumisateur ou d'un mouchoir humide).
Au niveau secouriste, on mettra aussi la personne sous inhalation d'oxygène. En absence de suspicion de traumatisme et si la personne est consciente, on a pendant longtemps recommandé de relever les membres inférieurs (« décubitus déclive », position dite « de Trendelenburg »), afin de ramener le sang vers les organes « nobles » (cœur, poumons, tête), mais, cette technique n'ayant pas prouvé son efficacité, elle n'est plus recommandée en France. Cependant, cette position reste la norme dans d'autres pays comme l'Allemagne.
Au niveau médical, on pose une voie veineuse périphérique (garde veine) ou, mieux, une voie veineuse centrale, afin d'apporter une perfusion de liquides qui va faire remonter la pression sanguine et arrêter le collapsus. Cela est valable pour tous les collapsus sauf ceux d'origine cardiogénique[réf. souhaitée]. On profite de cette voie pour injecter des médicaments vasopresseurs (c'est-à-dire qui font remonter la pression du sang, notamment en provoquant une vasoconstriction), ou des tonicardiaques qui vont stimuler le cœur et augmenter par ce biais son débit. Dans certains cas, a été proposée la mise d'un pantalon antichoc, c'est-à-dire un pantalon qui va comprimer les membres inférieurs et faire remonter le sang vers les organes nobles[réf. souhaitée].

## Collapsus pulmonaire
Le collapsus pulmonaire est un affaissement des poumons, qui peut être dû à un épanchement pleural, une tumeur, ou bien à un pneumothorax[réf. souhaitée]. On peut aussi le retrouver si la quantité de surfactant pulmonaire (sécrété par les pneumocyte II) ainsi qu'en sécrétion bronchiale (des cellules de Clara) sont trop faibles durant l'embryogenèse, entre la 24e semaine et la 28e semaine aménorrhée.

### Histoire
La collapsothérapie était un traitement de la tuberculose, avant la découverte d'antibiotiques efficaces, qui consistait à créer volontairement un collapsus pulmonaire local.

## Collapsus ventriculaire (cerveau)
Le collapsus ventriculaire est dû à une chute de la pression du liquide cérébrospinal, ce qui provoque un aplatissement des ventricules cérébraux.